# Валларса
Валларса (итал. Vallarsa) — коммуна в Италии, располагается в регионе Трентино — Альто-Адидже, в провинции Тренто.
Население составляет 1364 человека (2021 г.), плотность населения ─ 18 чел./км². Занимает площадь 78 км². Почтовый индекс — 38060. Телефонный код — 0464.
Покровителем коммуны почитается святой Вигилий из Тренто, празднование 26 июня.

## Население
Динамика населения:

## Города-побратимы
- Карла (Франция, с 2010)[1]

## Администрация коммуны
- Официальный сайт: http://www.comune.vallarsa.tn.it/